# 清水纱良
清水纱良（日语：／ Shimizu Sara，2009年11月12日—），日本女子单板滑雪运动员，4岁时受父亲影响开始练习单板滑雪，2024年冬季青年奥林匹克运动会女子U型场地技巧银牌得主、2025年亚洲冬季运动会女子U型场地技巧金牌得主。